# Chlorocoris hebetatus
Chlorocoris hebetatus är en insektsart som beskrevs av William Lucas Distant 1890. Chlorocoris hebetatus ingår i släktet Chlorocoris och familjen bärfisar. Inga underarter finns listade i Catalogue of Life.